# Прясло стены Новгородского Кремля между Дворцовой и Спасской башнями
Прясло стены Новгородского Кремля между Дворцовой и Спасской башнями — памятник архитектуры. Расположен в Великом Новгороде в южной части кремля.
Прясло длиной 53 м и высотой (с зубцами) от 7 до 9,5 м сооружено на глиняном валу в конце XV века, сохранился вид конца XVI — середины XVII веков. На уровне боевого хода толщина прясла — 3,6-3,9 м.
В плане прясло — слегка скруглённая стена с наклонной утолщённой нижней частью, изначально отделённой от вертикальной части валиком. Зубцы короткие, прямоугольные; они получили эту форму в середине XVI века, тогда же у стены сделали деревянный раскат на столбах, вероятно, в то же время были переделаны бойницы подошвенного боя (их две, они расположены в нижней части двух из восьми арочных ниш с внутренней стороны). В середине XVII века были побелены стены прясла и заново сделана его кровля (на 2008 год кровля отсутствует). У каждого четвёртого зубца сделана узкая бойница, 2 через 2 чередуются обычные зубцы и зубцы со срезанными изнутри углами (для поворота ствола пушки). Фундамент прясла сделан из булыжника и плитняка на известковом растворе. В облицовке прясла использованы кирпичи XV века (26 х 13 х 6 см), XVII века (24-25 x 12,5-13,0 х 6,0 см) и современные.
Во время Великой Отечественной войны были практически полностью утрачены зубцы и повреждена облицовка. Ремонтно-восстановительные работы по проекту А. Л. Ротача и А. Н. Ручкина и под руководством А. П. Удаленкова проходили в 1947—1951 годах, в 1952 году были продолжены А. В. Воробьёвым. В рамках работ боевой ход покрыли бетонными плитами, восстановили зубцы, починили облицовку, очистили от завалов и починили бойницы подошвенного боя. В 1992 году фундаменты и их контакт с грунтом были оцементованы, склоны вала усилены свайными железобетонными ростверками, частично отреставрирована облицовка, на площадке боевого хода сделано гидроизоляционное покрытие, в то же время были проведены обмеры и исследования (в ходе которых на внешней стороне нашли остатки контрфорсов), на базе которых Н. Н. Кузьмина составила лишь частично реализованный проект реставрации.